# Julius Franz
Julius Heinrich Georg Franz (ur. 28 czerwca 1847 w Miastku, zm. 28 stycznia 1913 we Wrocławiu) – pruski astronom, twórca map księżycowych.

## Życiorys

### Dzieciństwo i młodość
Był synem Wilhelma i Anny Succo. Rodzice pochodzili z Darłowa, skąd przybyli do Miastka. Wilhelm Franz był lekarzem powiatowym, który odpowiadał również za stan sanitarny na podległym sobie terenie. Ojciec zmarł, gdy Julius miał siedemnaście lat. Po ukończeniu szkoły w rodzinnym mieście rozpoczął studia astronomiczne i matematyczne na Uniwersytecie w Greifswaldzie, które kontynuował w Halle i Berlinie. Studia ukończył w 1872, pisząc pracę doktorską o funkcjonowaniu wahadła Foucaulta.

### Praca naukowa
Podczas pobytu w Berlinie pracował w Astronomicznym Instytucie Obliczeniowym. Przez trzy lata przebywał w Szwajcarii, gdzie rozwijał się naukowo w obserwatorium astronomicznym w Neuchâtel, uzyskując habilitację. Przez kolejne dwie dekady związał się z Katedrą Astronomii uniwersytetu w Królewcu. Wyspecjalizował się w pomiarach heliometrycznych – odległościach kątowych między poszczególnymi gwiazdami. Skupił się zwłaszcza na układzie podwójnym 61 Cygni, który złożony jest z dwóch gwiazd w gwiazdozbiorze Łabędzia.
W 1882 został szefem niemieckiej ekspedycji astronomicznej, która została wysłana do Karoliny Północnej. Kilkumiesięczna ekspedycja polegała na obserwacji tranzytu Wenus.

### Twórca map księżycowych
Zasłynął jako badacz Księżyca i stał się jednym z twórców selenografii. Stał się autorytetem w swojej dziedzinie, pozostawił wiele szczegółowych opisów poszczególnych kraterów. W 1897 objął stanowisko szefa Katedry Astronomii Uniwersytetu Wrocławskiego, gdzie kierował uniwersyteckim obserwatorium astronomicznym.
Na jego cześć jeden z kraterów Księżyca otrzymał w 1935 nazwę Franz.

## Wybrane publikacje
- Die Konstanten der physischen Libration des Mondes, 1889.
- Die Figur des Mondes, 1899.
- Der Mond, 1906.
- Die Randlandschaften des Mondes, 1913.